# LML Adreno
Die LML Adreno war ein Leichtkraftrad des indischen Herstellers LML (Lohia Machinery Limited).

## Modellgeschichte
LML war seit 1982 bekannt als Unternehmen, das in Kooperation mit dem italienischen Hersteller Piaggio Motorroller entwickelte und produzierte. Nachdem Ende der 1990er Jahre zunehmend mehr Viertaktmotoren den indischen Zweiradmarkt eroberten, begann das Unternehmen 1998 die Kollaboration mit dem südkoreanischen Motorradhersteller Daelim. Nachdem Piaggio im Dezember 1999 bei LML ausgestiegen war, versuchte man nun auch Marktanteile auf dem Motorradsektor gewinnen.
Im Jahr 2000 erschienen in Eigenentwicklung die beiden technisch nahezu identischen Leichtkraftradmodelle LML Adreno mit Frontverkleidung und die unverkleidete LML Energy. Im Gegensatz zur Energy verfügte die sportlichere Adreno über einen elektrischen Anlasser, ein 5-Ganggetriebe und eine Scheibenbremse am Vorderrad. Beide Modelle waren zu Produktionsbeginn mit Daelim-100-cm3-Motoren mit Drei-Ventil-Technik ausgestattet. Beide Modelle erweckten einen sportlichen Eindruck, dem sie in der eher auf Sparsamkeit ausgerichteten 100-cm3-Motorisierung trotz drehfreudiger Motoren aber nicht entsprachen, sodass der erwartete Absatzerfolg ausblieb.
Nach einem Facelift Ende 2001 wurde der Motor durch den etwas kräftigeren Delta-4-Motor mit Digitalzündung und 110 cm3 Hubraum aus eigener Entwicklung ersetzt, wie er dann auch im Mitte 2002 erschienen Hoffnungsträger LML Freedom zum Einsatz kam.  Diese Maßnahme verhalf beiden Modellen aber nicht mehr zum erwarteten Erfolg, während sich die Freedom erfolgreich verkaufte.
|                                    | Adreno                                              | Adreno FX                                           |
| ---------------------------------- | --------------------------------------------------- | --------------------------------------------------- |
| Motorbauart                        | luftgekühlter Einzylinder-Viertaktmotor (3 Ventile) | luftgekühlter Einzylinder-Viertaktmotor (4 Ventile) |
| Schmierung                         | Druckumlaufschmierung                               | Druckumlaufschmierung                               |
| Hubraum                            | 99,1 cm³                                            | 109,15 cm³                                          |
| max. Leistung in kW (PS) bei 1/min | 6,3 kW (8,5 PS) 9000(?)                             | 6,5 kW (9 PS) 8500                                  |
| max. Drehmoment in Nm bei 1/min    | ?                                                   | ?                                                   |
| Getriebe                           | 5-Gang-Schaltung                                    | 5-Gang-Schaltung                                    |
| Höchstgeschwindigkeit              | ?                                                   | 95 km/h                                             |
| Tankinhalt                         | 14 l                                                | 14 l                                                |
| Eigengewicht                       | 118 kg                                              | 118 kg                                              |